# Laurel (Batangas)
Laurel ist eine philippinische Stadtgemeinde in der Provinz Batangas. Sie hat 39.444 Einwohner (Zensus 1. August 2015).

## Herkunft des Namens
Die Stadtgemeinde ist nach José P. Laurel benannt.

## Baranggays
Laurel ist politisch unterteilt in 21 Baranggays.
| - As-Is - Balakilong - Berinayan - Bugaan East - Bugaan West - Buso-buso - Dayap Itaas - Gulod - J. Leviste - Molinete - Niyugan | - Paliparan - Barangay 1 (Pob.) - Barangay 2 (Pob.) - Barangay 3 (Pob.) - Barangay 4 (Pob.) - Barangay 5 (Pob.) - San Gabriel - San Gregorio - Santa Maria - Ticub |